# كاظم أباد (مقاطعة دلفان)
كاظم أباد (بالفارسية: کاظم‌آباد) هي مستوطنة تقع في Nurabad Rural District في إيران. يقدر عدد سكانها بـ 676 نسمة .